# Oliver A. Linder
Oliver Anderson Linder, född 29 mars 1862 i Gylle nära Trelleborg, död 1939, var en svensk-amerikansk publicist. Han var redaktör för veckotidningen Svenska Amerikanaren i Chicago. Han gifte sig 1891 med Therese Fredrika Sennström, född 1866 i Grisslehamn.
Föräldrarna var lantbrukare och Linder var 1877-1879, alltså från femton års ålder, anställd vid Trelleborgs Allehanda. Han emigrerade 1880 till USA där han i början försörjde sig som bonddräng. Från 1883 bidrog han till olika svensk-amerikanska tidningar och 1892 blev han anställd vid Svenska Amerikanaren vars huvudredaktör han blev 1908. Han var därtill en produktiv författare av biografier och bidrog med 400 artiklar till Nordisk familjebok under signaturen O.A.L–r.
Hans boksamling donerades i slutet av 1930-talet till biblioteket vid Augustana College, Rock Island, Illinois, och återfinns idag inom dess Swenson Swedish Immigration Research Center. Där finns också hans klipparkiv omfattande 17 000 pressklipp eller 5 hyllmeter från 1880-1930, som också har mikrofilmats.

## Skrifter
- Glada grin : vers och prosa av Olle Bark (1890-1891)
- John Morton : en af revolutionsperiodens svensk-amerikaner (1905), ingår i Ungdoms-vännen, oktober 1905
- I Västerland : stycken på vers och prosa (1914)